# Ośrodek Kultury Muzułmańskiej w Warszawie
Ośrodek Kultury Muzułmańskiej w Warszawie (OKM) – centrum kultury muzułmańskiej znajdujące się przy al. Bohaterów Września 23 w warszawskiej dzielnicy Ochota. Siedziba Ligi Muzułmańskiej Rzeczypospolitej Polskiej.
Budynek zaprojektowany został przez pracownię KAPS Architekci. Ma kształt sześcianu z minaretem w kształcie stożka i półkulą w jednym z narożników.
W budynku znajduje się największa muzułmańska sala modlitewna w Polsce, na ok. 400 osób.

## Ataki islamofobiczne
We wrześniu 2014 roku budynek OKM został ostrzelany z broni pneumatycznej. Policja umorzyła postępowanie z powodu niewykrycia sprawcy.
13 lipca 2015 na teren OKM podrzucone zostały świńskie głowy. Sprawczyni została aresztowana i postawiono jej zarzuty obrazy uczuć religijnych.
27 listopada 2017 roku budynek został obrzucony kamieniami; wybite zostały szyby, zniszczone klimatyzatory, zdewastowany został też ogródek działającej na terenie ośrodka restauracji. Sprawca został aresztowany.